# Adobe XD
Adobe XD este un instrument vectorial dezvoltat și publicat de Adobe pentru proiectarea și realizarea de prototipuri pentru experiența utilizatorilor în aplicații web și mobile. Software-ul este disponibil pentru MacOS, Windows, iOS și Android.
XD suportă proiectare vectorială, schițarea paginilor web și crearea de prototipuri interactive simple.

## Istoric
Adobe a anunțat pentru prima dată că a dezvoltat un nou instrument de proiectare și prototipare a interfeței sub denumirea de „Project Comet” la conferința Adobe MAX în octombrie 2015. Prima versiune beta a fost lansată pentru MacOS ca „Adobe Experience Design CC”, descărcabilă pentru oricine cu un cont Adobe la data de 14 martie 2016. O versiune beta a Adobe XD a fost lansată pentru Windows 10 pe data de 13 decembrie 2016. La 18 octombrie 2017, Adobe a anunțat că Adobe XD a ieșit din perioada de testare.

## Caracteristici
Adobe XD permite utilizatorilor să creeze interfețe de utilizator pentru aplicații mobile și web. XD oferă multe caracteristici care permit designul creativ și implementarea de funcționalități. Multe caracteristici din XD erau anterior greu de utilizat sau inexistente în alte aplicații de proiectare Adobe precum Illustrator sau Photoshop. Adobe XD vine cu kituri pentru interfața de utilizator pentru Apple iOS, Microsoft Windows și Google Material Design deja construite.
Repetare a grilei
Instrumentul de repetare a grilei permite utilizatorilor să copieze elemente precum liste și galerii foto. Acesta permite copierea elementelor de câte ori vrea dezvoltatorul cu actualizarea care include salvarea automată.
Realizare de prototipuri
XD permite utilizatorilor să creeze prototipuri animate prin conexiunea între mai multe cadre. Dacă aveți un cont de utilizator la Adobe, aceste prototipuri pot fi, de asemenea, previzualizate pe dispozitivele mobile care acceptă aplicația Adobe XD.
Integrare cu Adobe Suite
XD acceptă și poate deschide fișiere din altă aplicație din Adobe Creative Suite, cum ar fi Illustrator CC, Photoshop CC și Photoshop Sketch, precum și alte aplicații din exterior.
Animații
Cadrele pot fi animate cu funcția „Animare automată” în modul de realizare de prototipuri. XD este, de asemenea, integrat cu After Effects CC pentru opțiuni mai avansate.
Proiectare vocală
Aplicațiile pot fi proiectate folosind redarea vocală și vorbire. În plus, ceea ce creează utilizatorii pentru asistenți inteligenți poate fi previzualizat ca prototipuri, de asemenea.
Simboluri
Utilizatorii pot crea simboluri pentru a reprezenta logo-urile și butoanele. Simbolurile pot fi folosite pentru a glisa și plasa obiecte pe cadre și organizate pentru a fi refolosite.
Redimensionarea reactivă
Redimensionarea reactivă ajustează și mărește automat imaginile și alte obiecte din cadre. Acest lucru permite utilizatorului să ajusteze automat conținutul pentru diferite ecrane pentru platforme de dimensiuni diferite, cum ar fi telefoanele mobile și PC-urile.
Module
XD este compatibil cu modulele personalizate care adaugă funcții și utilizări suplimentare. Modulele variază de la proiectare la funcționalitate, automatizare și animație.
Integrare suplimentară
În plus față de Adobe Creative Cloud, XD se poate conecta și la alte instrumente și servicii cum ar fi echipele Slack și Microsoft pentru a colabora. XD este, de asemenea, capabil să se adapteze automat și să se deplaseze fără probleme între MacOS și Windows. Pentru siguranță, prototipurile pot fi trimise cu protecție prin parolă pentru a asigura confidențialitatea completă.